# Futa Dżalon
Futa Dżalon (fr. Fouta Djalon) – wyżyna w Gwinei i południowo-wschodnim Senegalu, opadająca stopniowo ku zachodowi. Wysokość – 1538 m n.p.m. (Góry Tamgué), roślinność głównie sawannowa, z Futa Dżalon wypływają rzeki Senegal, Gambia i dopływy górnego Nigru. Niekiedy do wyżyny Futa Dżalon zalicza się także góry Loma w południowej Gwinei i północno-wschodnim Sierra Leone.